# San Nicolò dei Greci

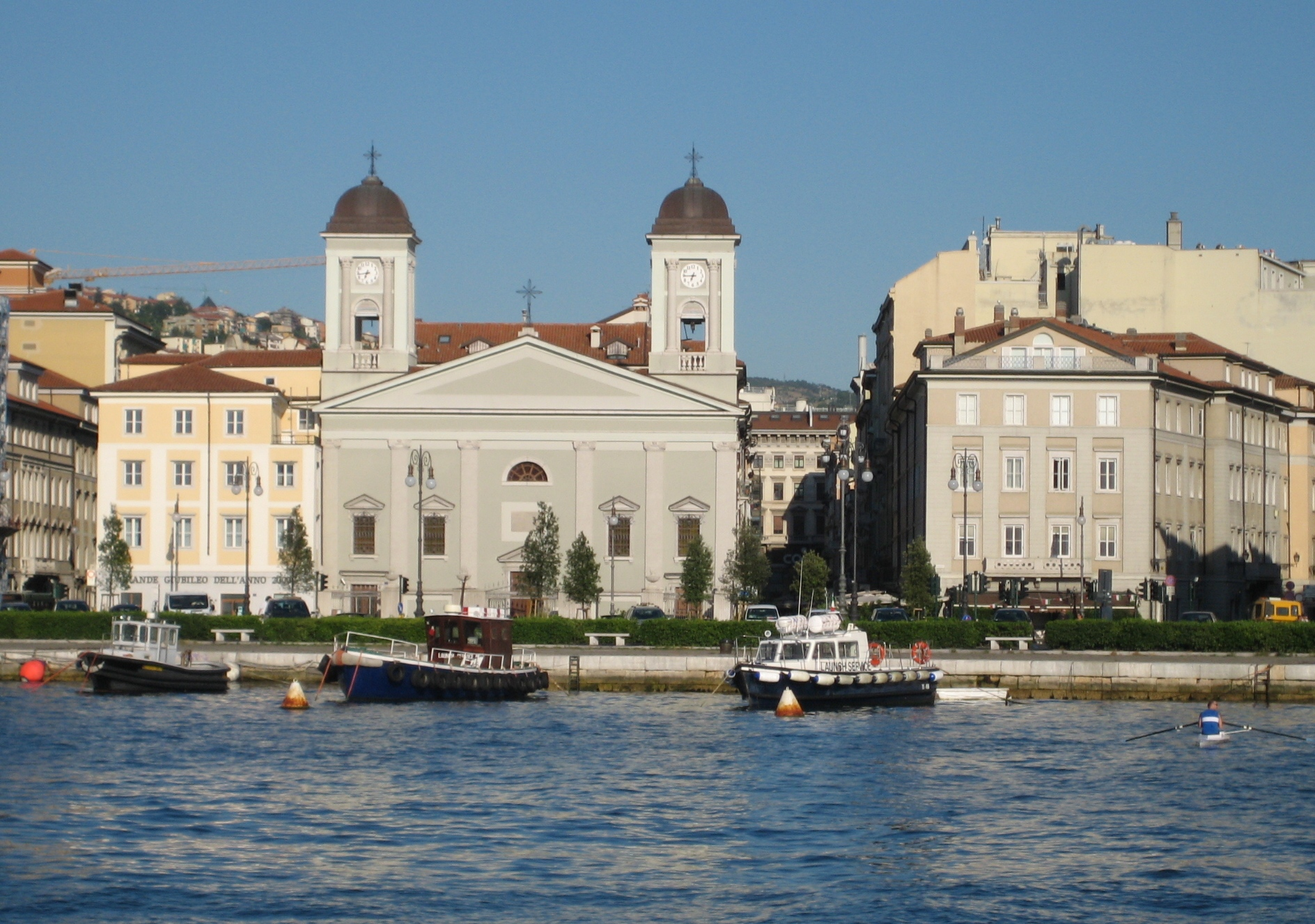
San Nicolò dei Greci

San Nicolò dei Greci ist das Gotteshaus der griechisch-orthodoxen Gemeinde in der norditalienischen Hafenstadt Triest, das zwischen 1784 und 1787 errichtet wurde. Die Fassade des Kirchengebäudes wurde 1819/1820 von dem Architekten Matteo Pertsch im klassizistischen Stil umgestaltet.

## Lage
Die Kirche befindet sich an der Riva 3. Novembre direkt an der Uferpromenade der Città Nuova. 

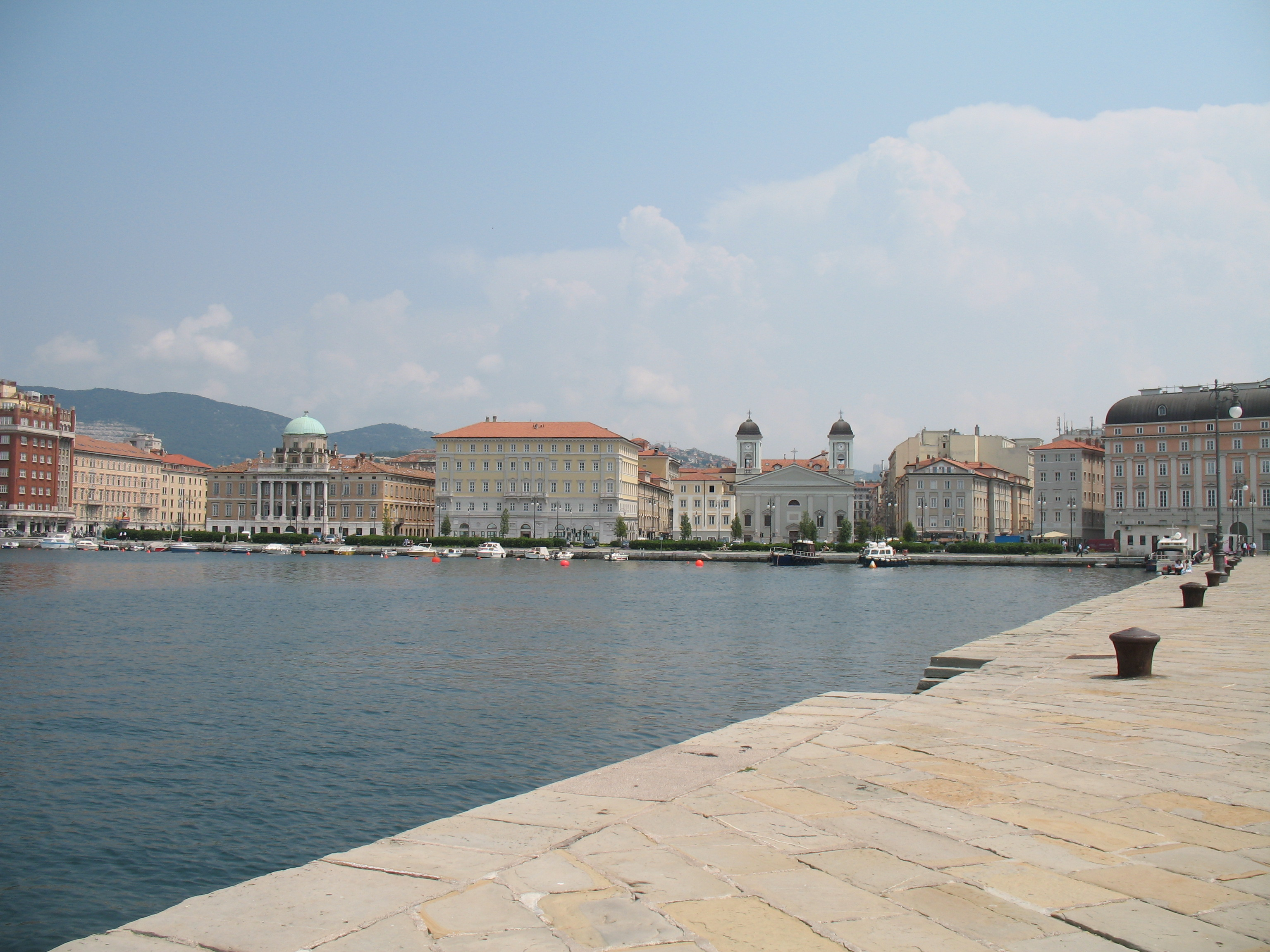
Blick von der Molo Audace auf die Kirche an der Uferpromenade

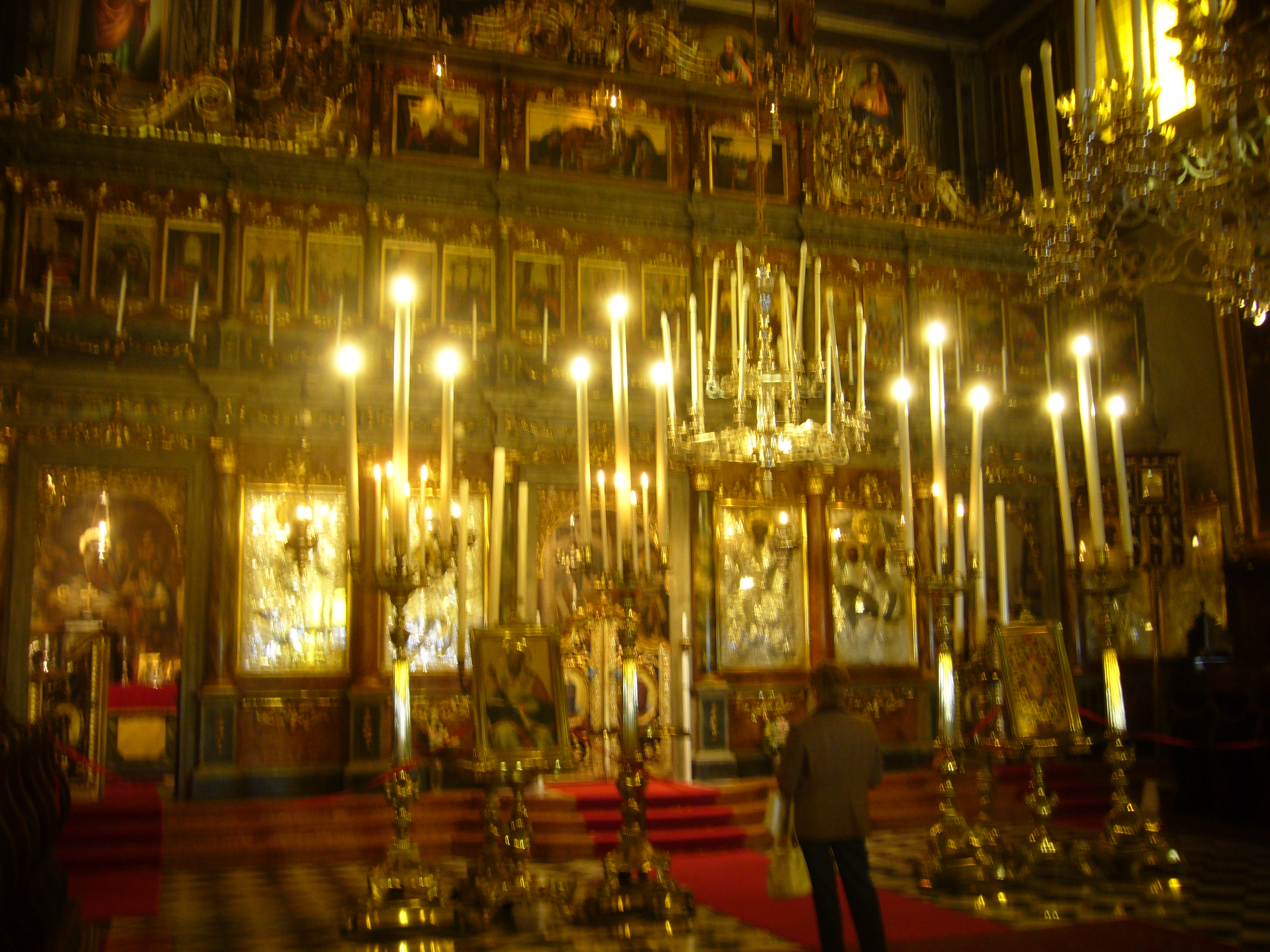
Innenansicht der Kirche

## Architektur
Der Bau ist eine einschiffige Saalkirche mit einer basilikalen Obergadenbeleuchtung.

### Fassade
San Nicolò dei Greci hat eine klassizistische Fassade, die aus der Hand des deutschstämmigen Architekten Matteo Pertsch stammt. Die fünfachsige Fassade ist durch ionische Pilaster gegliedert und mit einem schlichten Dreiecksgiebel abgeschlossen. In der Fassade öffnen sich in den seitlichen Achsen jeweils zwei mit Dreiecksgiebeln bedachte hochrechteckige Fenster, die Mittelachse mit dem Portal wird durch ein halbes Radfenster unterhalb des Architravs betont. Flankiert wird sie von zwei ebenfalls klassizistischen Glockentürmen mit schiefergedeckten Kuppeln, die an Formen österreichisch/bayerischer Barockkirchen orientiert sind.
Vor dem Haupteingang befindet sich ein schmaler Vorhof, der durch eine Einfriedungsmauer abgegrenzt ist.

### Innenraum
Der einschiffige Kirchenraum wird von einer reich vergoldeten und versilberten Ikonostase dominiert, die wie in Ostkirchen üblich, den Altarraum und den Kirchenraum voneinander trennen. Die Gesamtkonstruktion stammt von einem unbekannten Vertreter des Empirestils. Die Verzierungen der Altarwand zeigen hingegen barocke Formen. Die Ikonostase ist auf Augenhöhe mit zahlreichen Ikonen geschmückt. Sie entstanden zwischen 1839 und 1856 und zeigen von links nach rechts die Heiligen Georg und Spyridon, Nikolaus von Myra, die Heilige Mutter Gottes mit Kind, Christus auf dem Thron, die Heilige Dreifaltigkeit, Johannes den Täufer und die Heilige Katharina von Siena. Über den Heiligenbildern befinden sich 24 goldverzierte Fresken von dem griechischen Maler Giovanni Trigonis, die Szenen aus dem Leben Jesu von der Verkündigung Marias bis zu seiner Himmelfahrt abbilden. Den Abschluss der Ikonostase bilden drei Gemälde: Jesus im Getsemani, die Kreuzabnahme und noli me tangere.
An der Decke ist das Gemälde Cristo in Gloria angebracht, das Jesus umgeben von Engeln zeigt. Das Werk stammt aus den Jahren 1821 bis 1823 und ist aus der Hand eines unbekannten griechischen Malers, der vermutlich an der Schule von Panagiotis Doxaras lernte, aber auch von der venezianischen Schule beeinflusst wurde. 
An den Seitenwänden hängen zwei Altarbilder von Cesare Dell’Acqua, die der Künstler der Gemeinde stiftete: San Giovanni che predica nel deserto (Die Predigt Johannes des Täufers) aus dem Jahr 1852 und Cristo e i pargoli (Christus unter den Kindern) aus dem Jahr 1854.
Um 1905 faszinierte der düster-goldene Eindruck des Innenraums James Joyce so sehr, dass er ihn in die Dubliner Erzählungen einfließen ließ.

### Vorgeschichte
Die Anfänge der griechischen Gemeinde in Triest gehen bis ins Jahr 1714 zurück, als sich der erste griechische Kaufmann, Liberale Baseo aus Nafplio, in der Hafenstadt niederließ. Die Erklärung Triests zum Freihafen 1719 und die bewusst toleranten Haltung der Habsburger gegenüber anderen Religionen und Nationen machten Triest für Kaufleute aus Griechenland attraktiv. Die Anzahl an griechischen Händler stieg im 18. Jahrhundert kontinuierlich an. Unter ihnen war Nicolò Mainti aus Zakynthos, der 1734 nach Triest kam.
Nicolò Mainti gründete um 1750 eine orthodoxe Gemeinde, deren Mitglieder zum Großteil griechisch-orthodox, zu einem kleineren Anteil aber auch illyrisch-orthodox (heute serbisch-orthodox) waren. Am 20. Februar 1751 erteilte Kaiserin Maria Theresia der zusammengeschlossenen orthodoxen Gemeinde die Erlaubnis, ein Gotteshaus in Triest zu erbauen. Griechen und Serben errichteten 1753 gemeinsam am Canal Grande im Händlerviertel Borgo Teresiano das Gotteshaus Santissima Trinità e San Spiridione. Auf Drängen der stetig wachsenden illyrischen Gemeindemitglieder wurde der Gottesdienst ab 1769 auf Serbisch gehalten.
Vermutlich aufgrund des Konflikts um die während der Heiligen Liturgie verwendeten Sprache trennte sich die griechisch-orthodoxe Gemeinde 1781 von den serbischen Gläubigen, die weiterhin ihren Glauben in dem Gotteshaus am Canal Grande praktizierten. Die Griechen hielten hingegen ihren Gottesdienst vorübergehend in Privathäusern ab.

### Baugeschichte
Am 2. August 1782 erfolgte schließlich die offizielle Gründung der ausschließlich griechisch-orthodoxen Gemeinde, die 1784 damit begann, an der Uferpromenade am Alten Hafen (Porto Vecchio) ein eigenes Kirchengebäude zu errichten. Am 18. Februar 1787 wurde die erste Messe in dem noch nicht fertiggestellten Gotteshaus gehalten. Erst 1795 wurden die Bauarbeiten mit Ausnahme der Außenfassade abgeschlossen. In demselben Jahr erfolgte die offizielle Einweihung in Anwesenheit des Triestiner Gouverneurs Pompeo de Brigido. Die Kirche wurde dem Heiligen Nikolaus, dem Schutzheiligen der Seefahrer, und der Heiligen Dreifaltigkeit geweiht.
Aufgrund des finanziellen Engpasses der Gemeinde wurde die Fassade des Kirchengebäudes erst später fertiggestellt. Die Gemeinde beauftragte den deutschstämmigen Architekten Matteo Pertsch, der bereits das Triestiner Opernhaus Teatro Giuseppe Verdi, Palazzo Carciotti und andere Prachtbauten in der Stadt entworfen hatte, mit den Umbauarbeiten. Zwischen 1819 und 1820 verlieh Pertsch der Fassade unter anderem mit zwei kleinen Glockentürmen einen klassizistischen Ausdruck. Auch im Innenraum nahm er einige Veränderungen vor.